# دانيال ألفريدسون
دانيال ألفريدسون (بالسويدية: Daniel Alfredson)‏ هو منتج أفلام وكاتب سيناريو ومخرج سويدي، ولد في 23 مايو 1959 في ستوكهولم في السويد.

## وصلات خارجية
- دانيال ألفريدسون على موقع IMDb (الإنجليزية)
- دانيال ألفريدسون على موقع ألو سيني (الفرنسية)
- دانيال ألفريدسون على موقع أول موفي (الإنجليزية)
- دانيال ألفريدسون على موقع قاعدة بيانات الأفلام السويدية (السويدية)
- دانيال ألفريدسون على موقع قاعدة بيانات الفيلم (الإنجليزية)
- دانيال ألفريدسون على موقع كينوبويسك (الروسية)